# Garravet
Garravet ist eine französische Gemeinde mit 148 Einwohnern (Stand 1. Januar 2022) im Département Gers in der Region Okzitanien (vor 2016: Midi-Pyrénées). Sie gehört zum Arrondissement Auch und zum Kanton Val de Save. Die Einwohner werden Garravetois und Garravetoises genannt.

## Geographie
Garravet liegt circa 37 Kilometer südöstlich von Auch in der Région naturelle Comminges an der Grenze zum Département Haute-Garonne.
Umgeben wird Garravet von den sieben Nachbargemeinden:
|                           | Montadet                                                     | Puylausic              |
| Espaon                    | Kompassrose, die auf Nachbargemeinden zeigt                  | Saint-Lizier-du-Planté |
| Mirambeau (Haute-Garonne) | Martisserre (Haute-Garonne) Frontignan-Savès (Haute-Garonne) |                        |

### Gewässer
Garravet liegt im Einzugsgebiet des Flusses Garonne.
Die Aussoue, ein rechter Nebenfluss der Save, fließt an der östlichen Gemeindegrenze entlang. Die Espienne und der Ruisseau d’Aulin, Nebenflüsse der Aussoue, durchqueren das Gebiet der Gemeinde. Der Ruisseau d’Aulin wird am südlichen Gemeindegebiet an der Grenze zur Nachbargemeinde Saint-Lizier-du-Planté zu einem kleinen See aufgestaut.

## Geschichte
Das Gebiet der Gemeinde war in gallorömischer Zeit besiedelt. Es gab eine Nekropole in der Antike und im Frühmittelalter an einem Ort mit dem Flurnamen La Noguère, wo sich die ehemalige Kirche Saint-Julian befand. Im 12. Jahrhundert bauten die Templer eine befestigte Scheune im Herzen des heutigen Dorfes, die in der Folge zu einer Burg ausgebaut wurde. Heute sind von ihr noch einige Reste von Gräben, eine alte Festungsmauer, ein Portalvorbau und eine Tür mit einem verwischten Wappen zu sehen.

## Einwohnerentwicklung
Nach Beginn der Aufzeichnungen stieg die Einwohnerzahl bis zur Mitte des 19. Jahrhunderts auf einen Höchststand von rund 515. In der Folgezeit sank die Größe der Gemeinde bei zwischenzeitlichen Erholungsphasen bis zur Jahrtausendwende auf ihren tiefsten Stand von rund 120 Einwohnern, bevor sich eine Wachstumsphase einstellte, die bis heute anhält.
| Jahr                       | 1962 | 1968 | 1975 | 1982 | 1990 | 1999 | 2006 | 2011 | 2020 |
| Einwohner                  | 233  | 217  | 191  | 155  | 138  | 121  | 133  | 141  | 152  |
| Quellen: Cassini und INSEE |      |      |      |      |      |      |      |      |      |

## Sehenswürdigkeiten
- Pfarrkirche Saint-Jacques-le-Majeur. Sie ist Jakobus den Älteren geweiht und birgt in ihrer südlichen Seitenkapelle eine Statue aus bemaltem und vergoldetem Holz aus dem 18. Jahrhundert mit der Darstellung Jakobus des Älteren. Sie ist seit dem 25. September 1968 als Monument historique der Objekte klassifiziert.[4]
- Kapelle Saint-Jean in der Nähe des Weilers En Brousset, erstmals erwähnt im 14. Jahrhundert.[3]

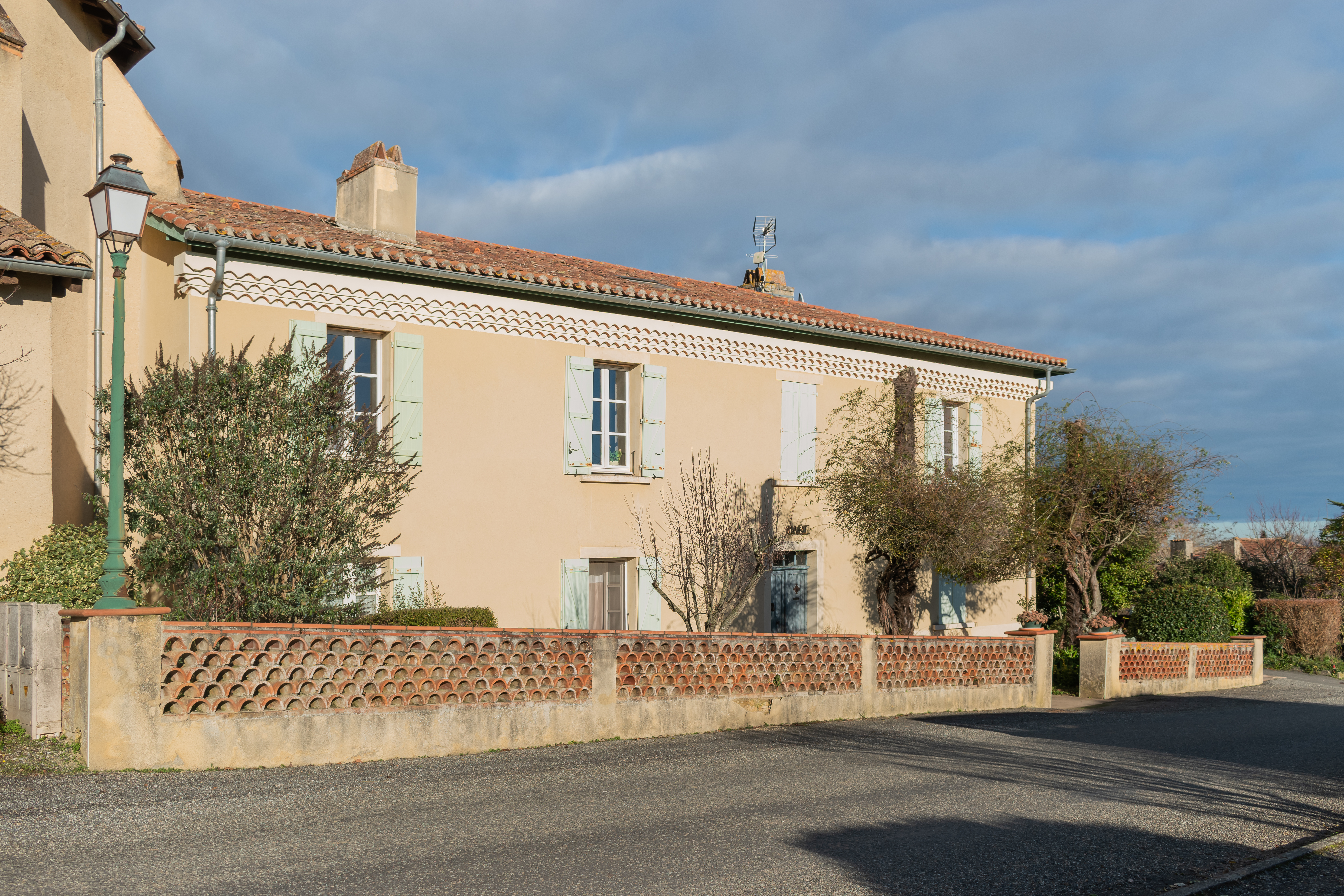
Rathaus Garravet
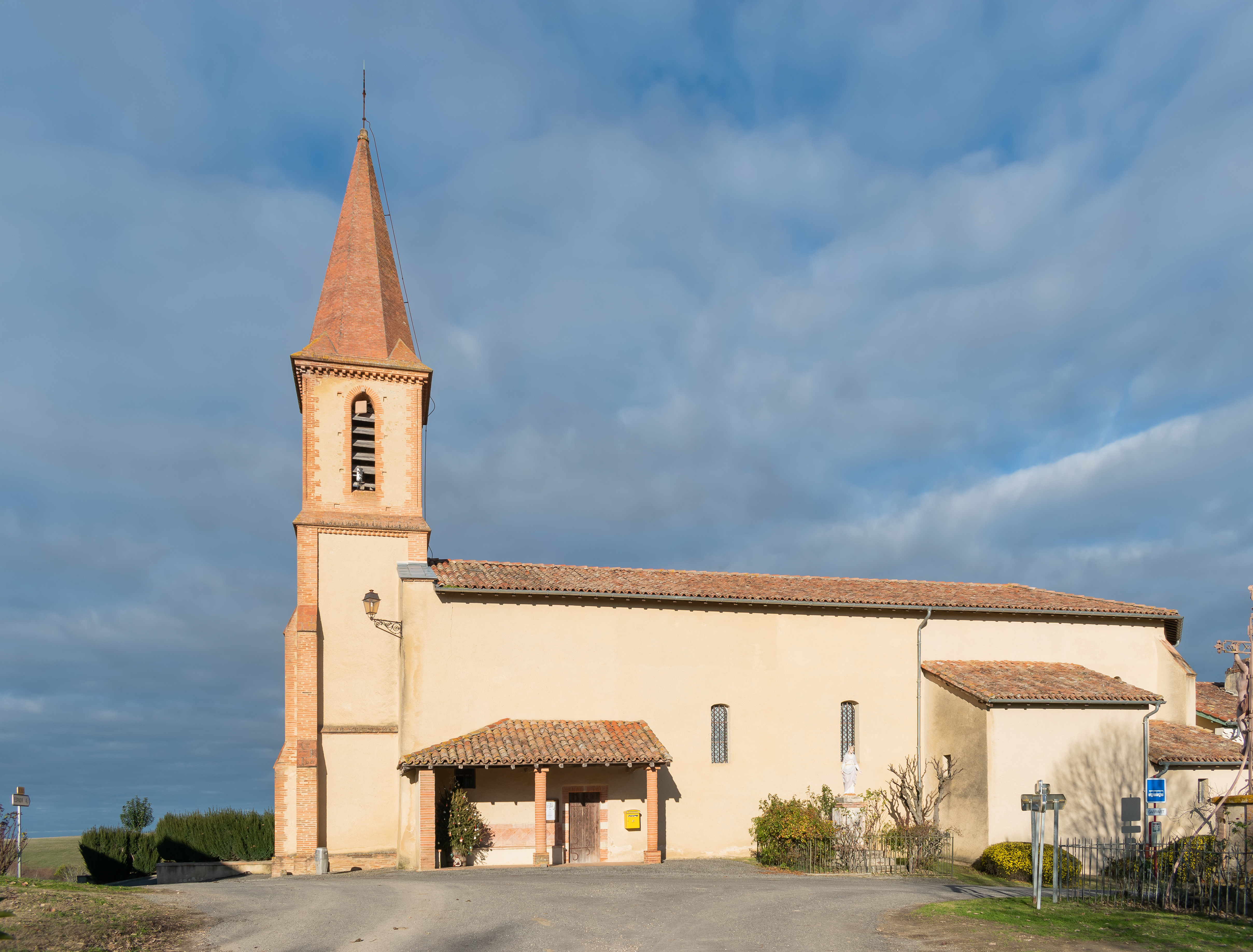
Kirche St. Jakobus der Ältere

## Wirtschaft und Infrastruktur
Die Wirtschaft der Gemeinde ist überwiegend landwirtschaftlich orientiert (Getreideanbau und Rinderzucht).

### Verkehr
Garravet ist über die Routes départementales 176, 202 (Haute-Garonne: 90) und 265 erreichbar.